# Hymenomima rufata
Hymenomima rufata là một loài bướm đêm trong họ Geometridae.